# Rubia membranacea
Rubia membranacea är en måreväxtart som beskrevs av Friedrich Ludwig Diels. Rubia membranacea ingår i släktet krappar, och familjen måreväxter. Inga underarter finns listade i Catalogue of Life.